# Kabinett Lula da Silva III
Das dritte Kabinett Lula da Silva ist die derzeitige Regierung von Brasilien. Es löste das Kabinett Bolsonaro ab.

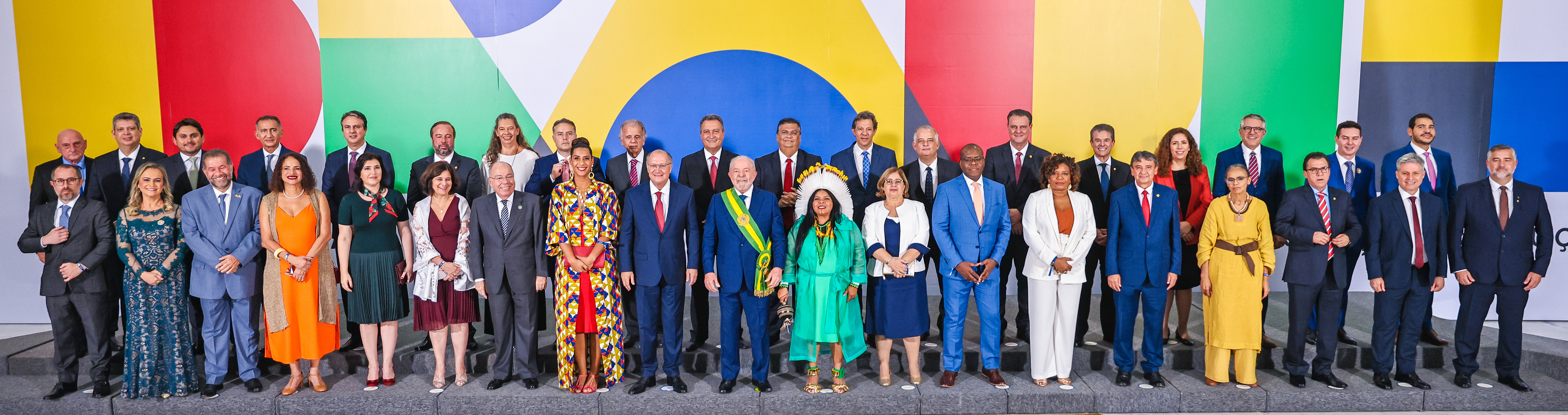
Gruppenfoto der Regierung

Nach der Präsidentschaftswahl 2022, bei der Luiz Inácio Lula da Silva zum Präsidenten von Brasilien gewählt wurde, ernannte er ein Kabinett aus 37 Ministerien und Sekretariaten, das damit 14 Mitglieder mehr als das Vorgängerkabinett Bolsonaros hat. Die Bildung erfolgte auf Basis eines von Lula Ende Januar erlassenen Dekrets, das für vier Monate gültig war und vom Kongress in ein Gesetz umgewandelt werden musste. Beide Kammern stimmten dem Gesetz zu, jedoch wurden einige Ministerien in ihren Kompetenzen beschnitten.

## Regierungsmitglieder
| Amt | Amtsinhaber                                                  | Amtsinhaber                                                                                            | Partei        |
| --- | ------------------------------------------------------------ | --- | ------------- |
| Präsident der Föderativen Republik Brasilien                                                                      |                                                              | Luiz Inácio Lula da Silva                                                                              | PT            |
| Vizepräsident der Föderativen Republik Brasilien Minister für Entwicklung, Industrie, Handel und Dienstleistungen |                                                              | Geraldo Alckmin                                                                                        | PSB           |
| Kabinettschef (Casa Civil)                                                                                        |                                                              | Rui Costa                                                                                              | PT            |
| Generalsekretär der Präsidentschaft der Republik                                                                  |                                                              | Márcio Macêdo                                                                                          | PT            |
| Minister für Wirtschaft und Finanzen                                                                              |                                                              | Fernando Haddad                                                                                        | PT            |
| Minister für Auswärtiges                                                                                          |                                                              | Mauro Vieira                                                                                           | parteilos     |
| Minister für Justiz und öffentliche Sicherheit                                                                    |                                                              | Flávio Dino bis 1. Februar 2024                                                                        | PSB           |
| Minister für Justiz und öffentliche Sicherheit                                                                    |                                                              | Ricardo Lewandowski seit 1. Februar 2024                                                               | parteilos     |
| Minister für Verteidigung                                                                                         |                                                              | José Múcio Monteiro                                                                                    | PTB           |
| Ministerin für Kultur                                                                                             |                                                              | Margareth Menezes                                                                                      | parteilos     |
| Minister für Arbeit und Beschäftigung                                                                             |                                                              | Luiz Marinho                                                                                           | PT            |
| Minister für Bildung                                                                                              |                                                              | Camilo Santana                                                                                         | PT            |
| Ministerin für die Gleichstellung ethnischer Gruppen                                                              |                                                              | Anielle Franco                                                                                         | parteilos     |
| Minister für Häfen und Flughäfen                                                                                  |                                                              | Márcio França von Januar 2023 bis zum 6. September 2023                                                | PSB           |
| Minister für Häfen und Flughäfen                                                                                  |                                                              | Silvio Costa Filho seit 13. September 2023                                                             | Republicanos  |
| Minister für Soziale Entwicklung, Hilfe, Familie und Hungerbekämpfung                                             |                                                              | Wellington Dias                                                                                        | PT            |
| Minister/in für Gesundheit                                                                                        |                                                              | Nísia Trindade bis 10. März 2025                                                                       | parteilos     |
| Minister/in für Gesundheit                                                                                        |                                                              | Alexandre Padilha seit 10. März 2025                                                                   | PT            |
| Ministerin für Management und Innovation im öffentlichen Dienst                                                   |                                                              | Esther Dweck                                                                                           | parteilos     |
| Ministerin für Wissenschaft, Technologie und Innovationen                                                         |                                                              | Luciana Santos                                                                                         | PCdoB         |
| Minister für Menschenrechte und Staatsbürgerschaft                                                                |                                                              | Silvio Almeida von Januar 2024 bis 6. September 2024 (entlassen wegen Vorwürfen sexueller Belästigung) | parteilos     |
| Minister für Menschenrechte und Staatsbürgerschaft                                                                |                                                              | Esther Dweck 6. September 2024 bis 9. September 2024, kommissarisch                                    | parteilos     |
| Minister für Menschenrechte und Staatsbürgerschaft                                                                |                                                              | Macaé Evaristo seit 9. September 2024                                                                  | PT            |
| Ministerin für Frauen                                                                                             |                                                              | Cida Gonçalves                                                                                         | PT            |
| Sekretär/in für Institutionelle Beziehungen                                                                       |                                                              | Alexandre Padilha bis 10. März 2025                                                                    | PT            |
| Sekretär/in für Institutionelle Beziehungen                                                                       |                                                              | Gleisi Hoffmann seit 10. März 2025                                                                     | PT            |
| Minister für Transparenz, Steueraufsicht und Kontrolle                                                            |                                                              | Vinícius Marques                                                                                       | parteilos     |
| Minister für Landwirtschaft, Viehzucht und Versorgung                                                             |                                                              | Carlos Fávaro                                                                                          | PSD           |
| Minister der Städte                                                                                               |                                                              | Jader Filho                                                                                            | MDB           |
| Minister/in für Kommunikation                                                                                     |                                                              | Juscelino Filho bis 8. April 2025                                                                      | União Brasil  |
| Minister/in für Kommunikation                                                                                     | Sônia Faustino Mendes bis 8. April 2025, kommissarisch       | |               |
| Minister für Agrarentwicklung und Familienbetriebe                                                                |                                                              | Paulo Teixeira                                                                                         | PT            |
| Minister für Unternehmertum, Kleinst- und Kleinunternehmen                                                        |                                                              | Márcio França ab 13. September 2023 (neu geschaffenes Ministerium)                                     | PSB           |
| Ministerin für Sport                                                                                              |                                                              | Ana Moser ausgeschieden am 6. September 2023 im Rahmen einer Kabinettsumbildung                        | parteilos     |
| Ministerin für Sport                                                                                              |                                                              | André Fufuca seit 13. September 2023                                                                   | Progressistas |
| Minister für Integration und Regionalentwicklung                                                                  |                                                              | Waldez Góes                                                                                            | PDT           |
| Ministerin für Umwelt und Klimawandel                                                                             |                                                              | Marina Silva                                                                                           | REDE          |
| Minister für Bergbau und Energie                                                                                  |                                                              | Alexandre Silveira de Oliveira                                                                         | PSD           |
| Minister für Fischerei und Aquakultur                                                                             |                                                              | André de Paula                                                                                         | PSD           |
| Ministerin für Planung und Budget                                                                                 |                                                              | Simone Tebet                                                                                           | MDB           |
| Ministerin für indigene Bevölkerung                                                                               |                                                              | Sônia Guajajara                                                                                        | PSOL          |
| Minister für Soziale Sicherheit                                                                                   |                                                              | Carlos Lupi                                                                                            | PDT           |
| Minister für Transport                                                                                            |                                                              | Renan Filho                                                                                            | MDB           |
| Minister/in für Tourismus                                                                                         |                                                              | Daniela do Waguinho bis 13. Juli 2023                                                                  | União Brasil  |
| Minister/in für Tourismus                                                                                         |                                                              | Celso Sabino ab 13. Juli 2023                                                                          | União Brasil  |
| Sekretär für Institutionelle Sicherheit                                                                           |                                                              | Gonçalves Dias Rücktritt am 19. April 2023 wegen Fotos im Zusammenhang der Krawalle vom 8. Januar.     | parteilos     |
| Sekretär für Institutionelle Sicherheit                                                                           |                                                              | Ricardo Cappelli interimistisch19. April 2023 – 04. Mai 2023                                           | parteilos     |
| Sekretär für Institutionelle Sicherheit                                                                           |                                                              | Marcos Antonio Amaro dos Santosab 04. Mai 2023                                                         | parteilos     |
| Sekretär für soziale Kommunikation                                                                                |                                                              | Paulo Pimenta bis 15. Mai 2024                                                                         | PT            |
| Sekretär für soziale Kommunikation                                                                                |                                                              | Laércio Portela 15. Mai 2024 bis 10. September 2024, kommissarisch                                     | parteilos     |
| Sekretär für soziale Kommunikation                                                                                |                                                              | Paulo Pimenta 10. September 2024 bis 7. Januar 2025                                                    | PT            |
| Sekretär für soziale Kommunikation                                                                                |                                                              | Sidônio Palmeira ab 7. Januar 2025                                                                     | PT            |
| Generalstaatsanwalt                                                                                               |                                                              | Jorge Messias                                                                                          | PT            |
| Sekretär für die Unterstützung des Wiederaufbaus von Rio Grande do Sul                                            |                                                              | Paulo Pimenta 15. Mai 2024 bis 10. September 2024                                                      | PT            |
| Weitere Regierungsmitglieder ohne Kabinettsrang                                                                   |                                                              | |               |
| Präsident der Zentralbank von Brasilien                                                                           |                                                              | Roberto Campos Neto bis 31. Dezember 2024                                                              | parteilos     |
| Präsident der Zentralbank von Brasilien                                                                           | Gabriel Galípolo seit 1. Januar 2025                         | |               |
| CEO der Banco do Brasil                                                                                           |                                                              | Tarciana Medeiros                                                                                      |               |
| CEO der Caixa Econômica Federal                                                                                   |                                                              | Maria Rita Serrano bis 25. Oktober 2023                                                                |               |
| CEO der Caixa Econômica Federal                                                                                   | Carlos Vieira Fernandes seit 9. November 2023                | |               |
| Präsident der Brasilianischen Entwicklungsbank                                                                    |                                                              | Aloízio Mercadante                                                                                     | PT            |
| CEO von Petrobras                                                                                                 |                                                              | Jean Paul Prates bis 14. Mai 2024                                                                      | PT            |
| CEO von Petrobras                                                                                                 | Clarice Coppeti 14. Mai 2024 bis 24. Mai 2024, kommissarisch | |               |

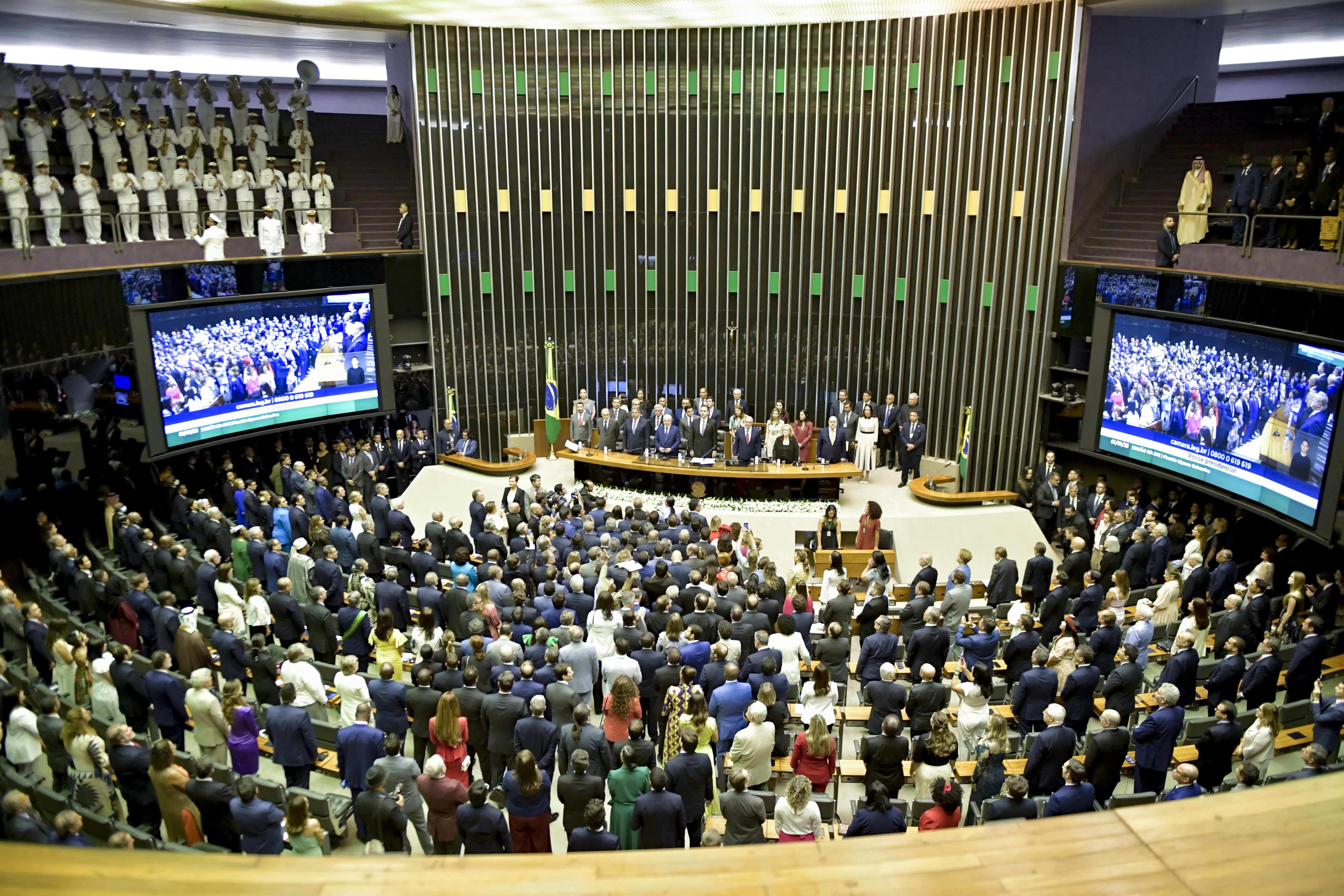
Die neue Regierung mit Präsident im Nationalkongress von Brasilien am 1. Januar 2023

| CEO von Petrobras                                                                                                 |                                                              | Magda Chambriard ab 24. Mai 2024                                                                       | parteilos     |
| Chef des Gemeinsamen Stabes der Streitkräfte                                                                      |                                                              | Renato Rodrigues de Aguiar Freire                                                                      | parteilos     |
| Kommandeur der brasilianischen Armee                                                                              |                                                              | Júlio Cesar de Arruda bis 21. Januar 2023                                                              |               |
| Kommandeur der brasilianischen Armee                                                                              |                                                              | Tomás Miguel Ribeiro Paiva ab 25. Januar 2023                                                          | parteilos     |
| Kommandeur der brasilianischen Luftwaffe                                                                          |                                                              | Marcelo Kanitz Damasceno                                                                               | parteilos     |
| Kommandeur der brasilianischen Marine                                                                             |                                                              | Marcos Sampaio Olsen                                                                                   | parteilos     |